# Thérèse Casgrain

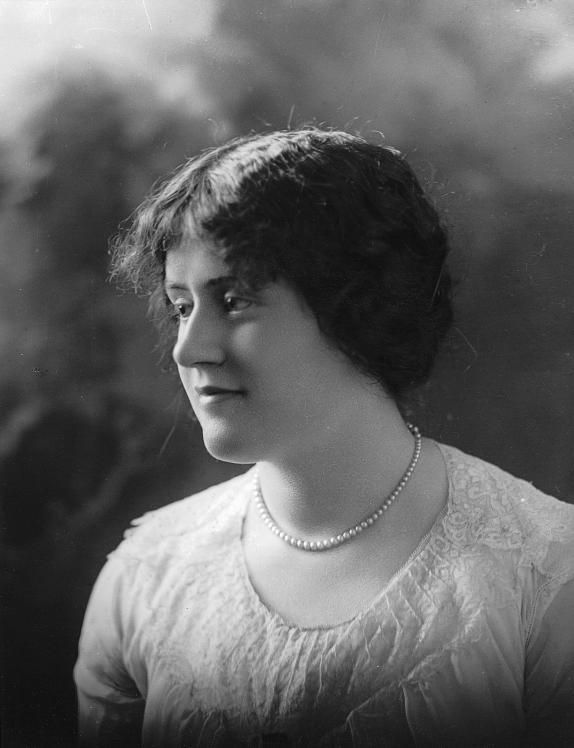
Thérèse Forget, 1914

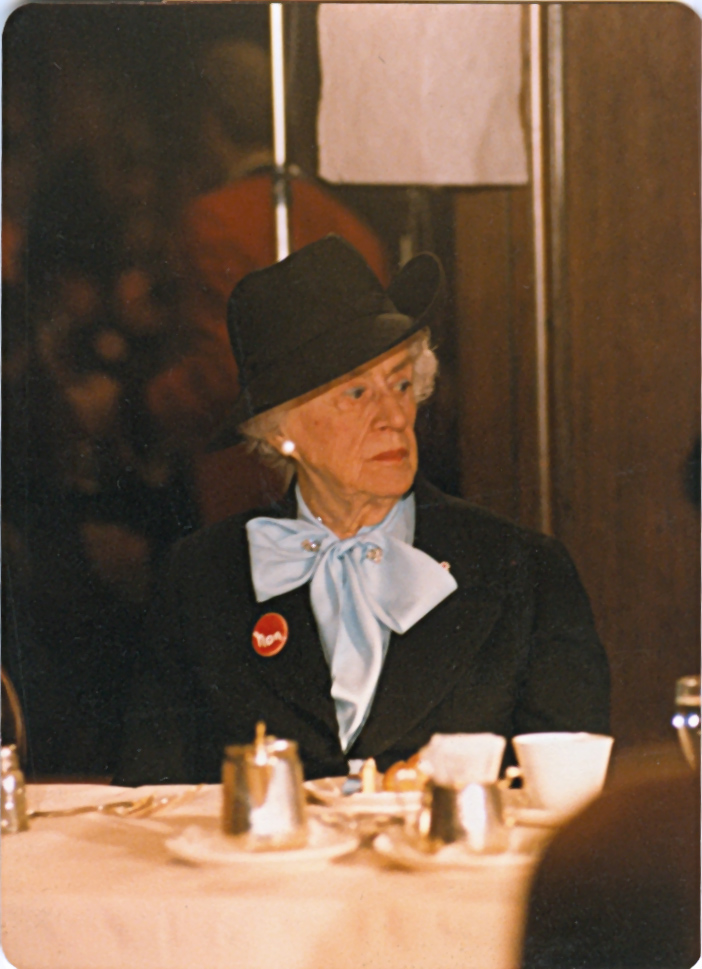
Casgrain 1980

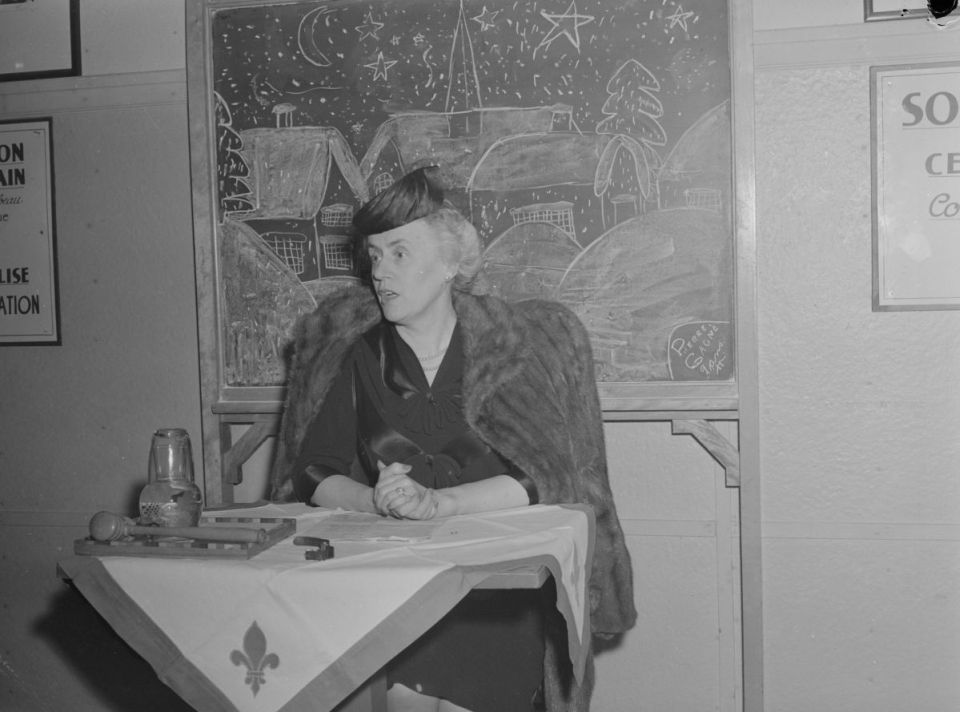
Thérèse Casgrain föreläser vid familje-konsument-kooperativet vid Saint-Hubert Street I Montreal, 1945

Thérèse Casgrain, född 10 juli 1896, död 3 november 1981 var en kanadensisk feminist, reformator, politiker och senator.

## Biografi
Casgrain föddes och växte upp i en välbärgad familj. Hon var dotter till Lady Blanche MacDonald och Sir Rodolphe Forget. Hon gifte sig med Pierre-François Casgrain, en välbärgad liberal politiker som hon fick fyra barn med. 
Casgrain ledde rörelsen för kvinnlig rösträtt i Québec under tiden för första världskriget. Hon grundade Provincial Franchise Committee 1921 och förde en kampanj för kvinnors rättigheter och för deras rätt att rösta i Québec-val. År 1940 fick rätt att rösta där. Från 1928 till 1942 var Casgrain ledare för League for Women’s Rights (föreningen för kvinnors rättigheter). Under 1930-talet var hon värd för ett populärt radioprogram, Fémina. 
År 1942 var hon oberoende liberal kandidat i det federala valet för distriktet Charlevoix-Saguenay, vilket både hennes far och man hade representerat tidigare. 
Efter andra världskriget lämnade hon det liberala partiet och anslöt sig till det socialdemokratiska Co-operative Commonwealth Federation (CCF). Hon ledde Québec-delen av detta parti, Parti social démocratique du Québec, från 1951 till 1957. Detta innebar att hon var den första kvinnliga ledaren för ett politiskt parti i Kanada. Hon var CCF-kandidat i de federala valen 1952, 1953, 1957 och 1958 och kandidat för a Nya demokratiska partiet 1962 och 1963. Hon använde också sin position för att kampanja mot Maurice Duplessis regering. 
Under 1960-talet bedrev hon kampanj mot kärnvapen och grundade Québec-avdelningen av Voice of Women. Hon grundade också League for Human Rights och Fédération des femmes du Québec (Federationen för Québecs kvinnor). Under denna tid var hon också ordförande för Québec-avdelningen av efterföljaren till CCF, Nya demokratiska partiet. 
Kanadas premiärminister Pierre Trudeau utsåg Casgrain till senator i Kanadas senat år 1970. Hon innehade den positionen som oberoende under nio månader fram till sin obligatoriska pensionering vid 75 års ålder. 
Hon dog 1981 och är begravd på Cimetière Notre-Dame-des-Neiges i Montréal.